# Simpsonowie (seria 18)
Poniższa lista przedstawia 22 odcinki osiemnastego sezonu serialu animowanego Simpsonowie, oryginalnie wyemitowanego w amerykańskiej telewizji FOX. Odcinki w Polsce zostały zaprezentowane przez Canal+.
| # | Kraj              | Premiera          | Tytuł                                          |
| --- | ----------------- | ----------------- | ---------------------------------------------- |
| 379 - 18x01 HABF15 | Stany Zjednoczone | 10 września 2006  | The Mook, the Chef, the Wife and Her Homer     |
| 379 - 18x01 HABF15 | Polska            | 25 czerwca 2007   | Cienias, kucharz, żona i jej Homer             |
| Lisa zaprzyjaźnia się z synem Grubego Tony’ego Michaelem. Simpsonowie zostają zaproszeni na kolację, na której Gruby Tony zostaje postrzelony. Kiedy Michael odmawia przejęcia obowiązków ojca, Homer staje się nowym bossem mafii w Springfield. - Gościnnie wystąpili Joe Pantoliano, Michael Imperioli i Metallica. |                   |                   |                                                |
| 380 - 18x02 HABF18 | Stany Zjednoczone | 17 września 2006  | Jazzy and the Pussycats                        |
| 380 - 18x02 HABF18 | Polska            | 26 czerwca 2007   | Jazzy i Kociaki                                |
| Bart dostaje zestaw bębnów do rozładowywania swej agresji. Tymczasem Lisa adoptuje zwierzęta, aby walczyć z depresją po tym, jak Bart zamiast niej został wybrany na członka jej ulubionego zespołu jazzowego. Jedno ze zwierząt to tygrys, który atakuje ramię Barta, którym bębni. - Gościnnie wystąpili The White Stripes. |                   |                   |                                                |
| 381 - 18x03 HABF20 | Stany Zjednoczone | 24 września 2006  | Please Homer, Don't Hammer 'Em                 |
| 381 - 18x03 HABF20 | Polska            | 27 czerwca 2007   | Homer, rzuć młotek                             |
| Marge kupuje Homerowi zbiór poradników dla majsterkowicza. Sama jednak staje się złotą rączką, lecz wykorzystuje Homera w pracy, gdyż nikt w mieście nie potrafi wyobrazić sobie kobiety w roli cieśli. Tymczasem Bart odkrywa, że Dyrektor Skinner jest uczulony na orzeszki ziemne i używa orzecha ziemnego na kiju do torturowania Skinnera. Szczęście się odwraca, kiedy Skinner dowiaduje się o alergii Barta na krewetki. |                   |                   |                                                |
| 382 - 18x04 HABF17 | Stany Zjednoczone | 5 listopada 2006  | Treehouse of Horror XVII                       |
| 382 - 18x04 HABF17 | Polska            | 28 czerwca 2007   | Straszny domek na drzewie XVII                 |
| Doroczne trio opowieści halloweenowych sezonu 18. Poślubiona masie - Homer połyka tajemniczą zieloną substancję z upadłego meteorytu, która zmienia go w gigantyczną masę z niezaspokojonym apetytem. Prawdziwego mężczyznę poznaje się po Golemie - Bart znajduje Golema (glinianego potwora z legend żydowskich) za kulisami programu Klauna Krusty'ego i każe wykonywać mu swe rozkazy. Dzień, w którym Ziemia wyglądała głupio - Jest rok 1938 i mieszkańcy Springfield po nabraniu się na słuchowisko Wojny światów H.G. Wellsa z nonszalancją reagują na prawdziwą inwazję obcych. - Gościnnie wystąpili Phil McGraw, Richard Lewis, Fran Drescher, Sir Mix-a-Lot i Maurice LaMarche. |                   |                   |                                                |
| 383 - 18x05 HABF21 | Stany Zjednoczone | 12 listopada 2006 | G.I. (Annoyed Grunt)                           |
| 383 - 18x05 HABF21 | Polska            | 29 czerwca 2007   | Szeregowiec baran                              |
| Homer trafia na szkolenie wojskowe po próbie wykręcenia swych dzieci z umowy o wstąpieniu do armii po ukończeniu 18 lat. - Gag z tablicą: Nie jesteśmy nadzy pod ubraniami - Gościnnie wystąpił Kiefer Sutherland. |                   |                   |                                                |
| 384 - 18x06 HABF19 | Stany Zjednoczone | 19 listopada 2006 | Moe'N'a Lisa                                   |
| 384 - 18x06 HABF19 | Polska            | 2 lipca 2007      | Moe i Lisa                                     |
| Lisa odkrywa, że tyrady napisane przez Moe są idealną pożywką dla poezji i pomaga mu w publikacji wiersza. Kiedy Moe zostaje zaproszony na konwencję pisarzy, która wyrzuca każdego, który używa pomocy w pisaniu, przypisuje sobie wszystkie zasługi. - Gościnnie wystąpili Tom Wolfe, Gore Vidal, Michael Chabon, Jonathan Franzen i J.K. Simmons. |                   |                   |                                                |
| 385 - 18x07 HABF22 | Stany Zjednoczone | 26 listopada 2006 | Ice Cream of Margie (with the Light Blue Hair) |
| 385 - 18x07 HABF22 | Polska            | 3 lipca 2007      | Lody Marge o niebieskich włosach               |
| Homer po tym, jak po raz kolejny zostaje wyrzucony z elektrowni jądrowej, a jego ulubiony dostawca lodów umiera, przejmuje jego ciężarówkę i biznes w Springfield. Tymczasem przygnębiona sukcesami innych kobiet Marge szuka sposobu na bycie zapamiętaną i zaczyna robić rzeźby z patyków po lodach. |                   |                   |                                                |
| 386 - 18x08 JABF02 | Stany Zjednoczone | 10 grudnia 2006   | The Haw-Hawed Couple                           |
| 386 - 18x08 JABF02 | Polska            | 4 lipca 2007      | Para w gwizdek                                 |
| Bart staje się najlepszym przyjacielem Nelsona i poznaje jego zaborczość. Tymczasem Homer zaczytuje się w jednej z książek fantasy Lisy i boi się jej przeczytać prawdziwe, nieszczęśliwe zakończenie. |                   |                   |                                                |
| 387 - 18x09 JABF01 | Stany Zjednoczone | 17 grudnia 2006   | Kill Gil: Vols. 1 & 2                          |
| 387 - 18x09 JABF01 | Polska            | 5 lipca 2007      | Kill Gil                                       |
| Gil Gunderson sprzedaje Lisie lalkę Malibu Stacy zarezerwowaną dla córki swego przełożonego i zostaje zwolniony z pracy Świętego Mikołaja w centrum handlowym. Wprowadza się do Simpsonów, aczkolwiek jego błazenada działa na nerwach Marge. - Gag z tablicą: Frankincense to nie potwór, lecz kadzidło - Gościnnie wystąpił Elvis Stojko. |                   |                   |                                                |
| 388 - 18x10 JABF03 | Stany Zjednoczone | 7 stycznia 2007   | The Wife Aquatic                               |
| 388 - 18x10 JABF03 | Polska            | 6 lipca 2007      | Żona wodna                                     |
| Marge po obejrzeniu jednej z taśm video Patty i Selmy wspomina swoje pamiętne wakacje z czasów dzieciństwa nad Zatoką Strzykw. Homer w reakcji zabiera ją do zapuszczonej obecnie wyspy i zatoki uszczuplonej z ryb. - Gościnnie wystąpił Sab Shimono. |                   |                   |                                                |
| 389 - 18x11 JABF05 | Stany Zjednoczone | 28 stycznia 2007  | Revenge Is a Dish Best Served Three Times      |
| 389 - 18x11 JABF05 | Polska            | 9 lipca 2007      | Zemsta jest rozkoszą Simpsonów                 |
| Podczas podróży samochodem Marge, Lisa i Bart opowiadają trzy historie o nieudanych zemstach, aby powstrzymać żądzę zemsty u Homera na Richu Texanie. |                   |                   |                                                |
| 390 - 18x12 JABF04 | Stany Zjednoczone | 11 lutego 2007    | Little Big Girl                                |
| 390 - 18x12 JABF04 | Polska            | 10 lipca 2007     | Mała wielka dziewczynka                        |
| Kiedy Cletus upuszcza swe cygaro, wznieca pożar zagrażający Springfield. Bart przypadkowo ratuje sytuację i zostaje nagrodzony prawem jazdy. Gdy jedzie do North Haverbrook spotyka tam dziewczynę o imieniu Darcy. Tymczasem Lisa kłamie o przodkach swej rodziny deklarując się jako rdzenna Amerykanka i zostaje wybrana do wygłoszenia przemowy na kongresie. - Gościnnie wystąpiła Natalie Portman. |                   |                   |                                                |
| 391 - 18x13 JABF07 | Stany Zjednoczone | 18 lutego 2007    | Springfield Up                                 |
| 391 - 18x13 JABF07 | Polska            | 11 lipca 2007     | Parszywa ósemka                                |
| Declan Desmond kręci film dokumentalny o dzieciach w Springfield, pytając ich o życiowe aspiracje. Po latach chce poznać dorosłych już bohaterów filmu i spotyka Homera, by sprawdzić, czy podążył za marzeniami. - Gościnnie wystąpił Eric Idle. |                   |                   |                                                |
| 392 - 18x14 JABF09 | Stany Zjednoczone | 4 marca 2007      | Yokel Chords                                   |
| 392 - 18x14 JABF09 | Polska            | 12 lipca 2007     | Buraczany blues                                |
| Lisa protestuje przeciwko odmowie edukowania dzieci Cletusa, więc Dyrektor Skinner pozwala jej samej je nauczać, aczkolwiek Krusty zatrudnia je do musicalu w jego programie. Tymczasem Bart ląduje na terapii po straszeniu rówieśników opowieściami o gotowanych dzieciach w szkolnej stołówce. - Gościnnie wystąpili Peter Bogdanovich, Andy Dick, James Patterson, Meg Ryan i Stephen Sondheim. |                   |                   |                                                |
| 393 - 18x15 JABF08 | Stany Zjednoczone | 11 marca 2007     | Rome-old and Juli-eh                           |
| 393 - 18x15 JABF08 | Polska            | 13 lipca 2007     | Antyczny Romeo                                 |
| Przez niespodziewany splot zdarzeń Dziadek i Selma zakochują się w sobie i pobierają. Homer i Patty knują zerwanie ich więzi miłosnej. Tymczasem Bart i Lisa naciągają kuriera na danie im pudeł kartonowych, bardzo poszukiwanego produktu w okolicy, do zabawy. |                   |                   |                                                |
| 394 - 18x16 JABF06 | Stany Zjednoczone | 25 marca 2007     | Homerazzi                                      |
| 394 - 18x16 JABF06 | Polska            | 16 lipca 2007     | Homerazzi                                      |
| Rodzinny album ze zdjęciami zostaje zniszczony i Marge odtwarza wszystkie fotografie. Kiedy na tle jednego ze zdjęć uwieczniona została sława w skandalicznej sytuacji, Simpsonowie zanoszą je do tabloidu. Ten sposób zarabiana pieniędzy przypada Homerowi do gustu i staje się paparazzim. - Gag z tablicą: Globalne ocieplenie nie zjadło mi pracy domowej - Gościnnie wystąpili J.K. Simmons i Betty White. |                   |                   |                                                |
| 395 - 18x17 JABF10 | Stany Zjednoczone | 22 kwietnia 2007  | Marge Gamer                                    |
| 395 - 18x17 JABF10 | Polska            | 17 lipca 2007     | Zgrana Marge                                   |
| Marge potraktowana z pogardą za brak e-maila zaczyna odkrywać cuda Internetu. Dołącza do sieciowej gry „Ziemskie Królestwa”, gdzie Bart jest najlepszym i siejącym grozę graczem. Tymczasem Homer sędziuje meczom piłki nożnej Lisy, która próbuje to wykorzystać. - Gościnnie wystąpił Ronaldo. |                   |                   |                                                |
| 396 - 18x18 JABF11 | Stany Zjednoczone | 29 kwietnia 2007  | The Boys of Bummer                             |
| 396 - 18x18 JABF11 | Polska            | 18 lipca 2007     | Kiepski zawodnik                               |
| Bart staje się bohaterem Springfield gdy przesądza o zwycięstwie Izobrzdąców i dostaniu się drużyny do meczu finałowego Małej Ligi. Jednak Springfield odwraca się od niego, gdy nie może sobie poradzić ze złapaniem piłki w kluczowym momencie gry i pozbawia drużynę mistrzostwa. Tymczasem Homer dostaje pracę testera materacy w domu towarowym. |                   |                   |                                                |
| 397 - 18x19 JABF13 | Stany Zjednoczone | 6 maja 2007       | Crook and Ladder                               |
| 397 - 18x19 JABF13 | Polska            | 19 lipca 2007     | Sikawka Homera                                 |
| Marge słucha rady magazynu dla rodziców i wyrzuca smoczek Maggie. Gdy smoczek ląduje w śmietniku, Maggie ogarnia pęd do destrukcji w domu Simpsonów. Tymczasem Homer, Moe, Apu i Dyrektor Skinner zostają ochotniczymi strażakami i zaczynają kraść przedmioty z gaszonych domów. - Gag z tablicą: Nie będę naśladować nauczyciela |                   |                   |                                                |
| 398 - 18x20 JABF12 | Stany Zjednoczone | 13 maja 2007      | Stop or My Dog Will Shoot                      |
| 398 - 18x20 JABF12 | Polska            | 20 lipca 2007     | Stój, bo mój pies strzela                      |
| Pomocnik Świętego Mikołaja ratuje Homera zagubionego w labiryncie na polu kukurydzy i staje się lokalnym bohaterem. Rodzina Simpsonów zapisuje go do Psiej Akademii Policyjnej, gdzie przybiera nową, ostrzejszą osobowość. Bart tęskniący za Pomocnikiem dostaje węża-dusiciela. - Gag z tablicą: Perły to nie rzygi ostrygi - Gościnnie wystąpił Stephen Hawking. |                   |                   |                                                |
| 399 - 18x21 JABF14 | Stany Zjednoczone | 20 maja 2007      | 24 Minutes                                     |
| 399 - 18x21 JABF14 | Polska            | 23 lipca 2007     | Przez 24 minuty                                |
| Bart i Lisa werbują Jacka Bauera i Chloe O’Brian do powstrzymania Jimbo, Dolpha i Kearneya przed sabotażem konkursu pieczenia ciast w Szkole Podstawowej w Springfield przez odpalenie „śmierdzącej bomby” (zawierającej zepsuty kubek jogurtu z Elektrowni jądrowej w Springfield). Tymczasem Marge stara się upiec doskonałe ciasto na konkurs. - Gościnnie wystąpili Kiefer Sutherland i Mary Lynn Rajskub. |                   |                   |                                                |
| 400 - 18x22 JABF15 | Stany Zjednoczone | 20 maja 2007      | You Kent Always Say What You Want              |
| 400 - 18x22 JABF15 | Polska            | 24 lipca 2007     | Nie zawsze można mówić co się chce             |
| Homer kupuje milionowy rożek lodowy w lodziarni i występuje w wieczornym programie Kenta Brockmana. W trakcie wywiadu na żywo Brockman po wylaniu kawy na swe krocze rzuca szokującym przekleństwem i zostaje wyrzucony z pracy. - Gościnnie wystąpił Ludacris. |                   |                   |                                                |